# Kwieciak bawełniany
Kwieciak bawełniany (Anthonomus grandis) – gatunek chrząszcza z rodziny ryjkowcowatych. Larwy jak i imagines żerują na różnych ślazowatych. Rozwój larw odbywa się wewnątrz pąków kwiatowych i torebek nasiennych. Jest inwazyjnym szkodnikiem bawełny, rozprzestrzenionym w obu Amerykach. W Stanach Zjednoczonych uchodzi za najważniejszego szkodnika tej rośliny, ale dzięki integrowanemu programowi zwalczania został wytępiony wszędzie prócz Teksasu.

## Opis

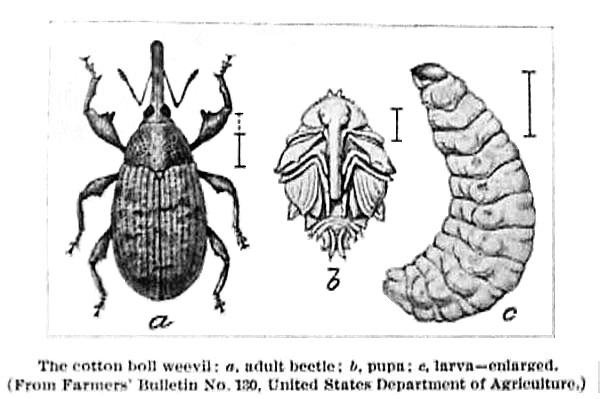
Ilustracja owada dorosłego, poczwarki i larwy

Rudobrązowy chrząszcz o ciele długości od 5,5 do 8 mm, miejscami porośniętym białawym, położonym owłosieniem. Grzbietowe żeberka na ryjku zaznaczone z umiarkowaną siłą. U samic ryjek grubszy niż w przypadku A. hunteri i A. mallyi. Owłosienie ryjka obecne co najwyżej u jego nasady. Czułki są nieco jaśniejsze od ciała, o eliptycznej buławce i 7-członowym funikulusie, którego drugi człon jest znacznie krótszy od pierwszego. U samic czułki osadzone są daleko przed połową długości ryjka. Długie i proste rowki czułkowe kończą się w sąsiedztwie przednich brzegów dużych, półkulistych oczu. Przedplecze cechuje bardzo grube punktowanie oraz białawe, położone szczecinki rosnące na jego bokach i wzdłuż wyraźnej linii środkowej. Szczecinki na bokach przedplecza oraz te na przednich biodrach mają formę tępo zakończonych łusek. Rzędy pokryw zawierają grube punkty, a międzyrzędy czwarty i piąty mają w części wierzchołkowej guzki. Zewnętrzny z dwóch kolców obecnych na udach przedniej pary odnóży jest dwukrotnie mniejszy niż wewnętrzny. Zewnętrzny kolec na udach środkowej pary jest silnie zredukowany, a na tylnych całkiem nieobecny. Pygidium jest wypukłe i ukryte pod pokrywami. Środkowy płat edeagusa samca w widoku bocznym jest umiarkowanie zakrzywiony, a jego część szczytową charakteryzują silnie zbieżne ku tępemu wierzchołkowi boki. Stosunek, mierzonej od wciągniętej fallotremy do wierzchołka, długości części szczytowej edeagusa do jej szerokości wynosi między 1,2 a 1,7.
W pełni wyrośnięte larwy mierzą od 5,6 do 8,1 mm. Mają grube, najgrubsze pośrodku odwłoka, wyraźnie zakrzywione i zwężone ku tylnemu końcowi ciało. Ubarwione są biało z jasnożółtawobrązową głową, na której znajduje się para oczek i kilka par szczecinek. Odwłok ma po 3 fałdy grzbietowe na segmentach od pierwszego do siódmego oraz prawie stożkowaty segment końcowy z położonym brzusznie otworem odbytowym.

## Biologia i ekologia

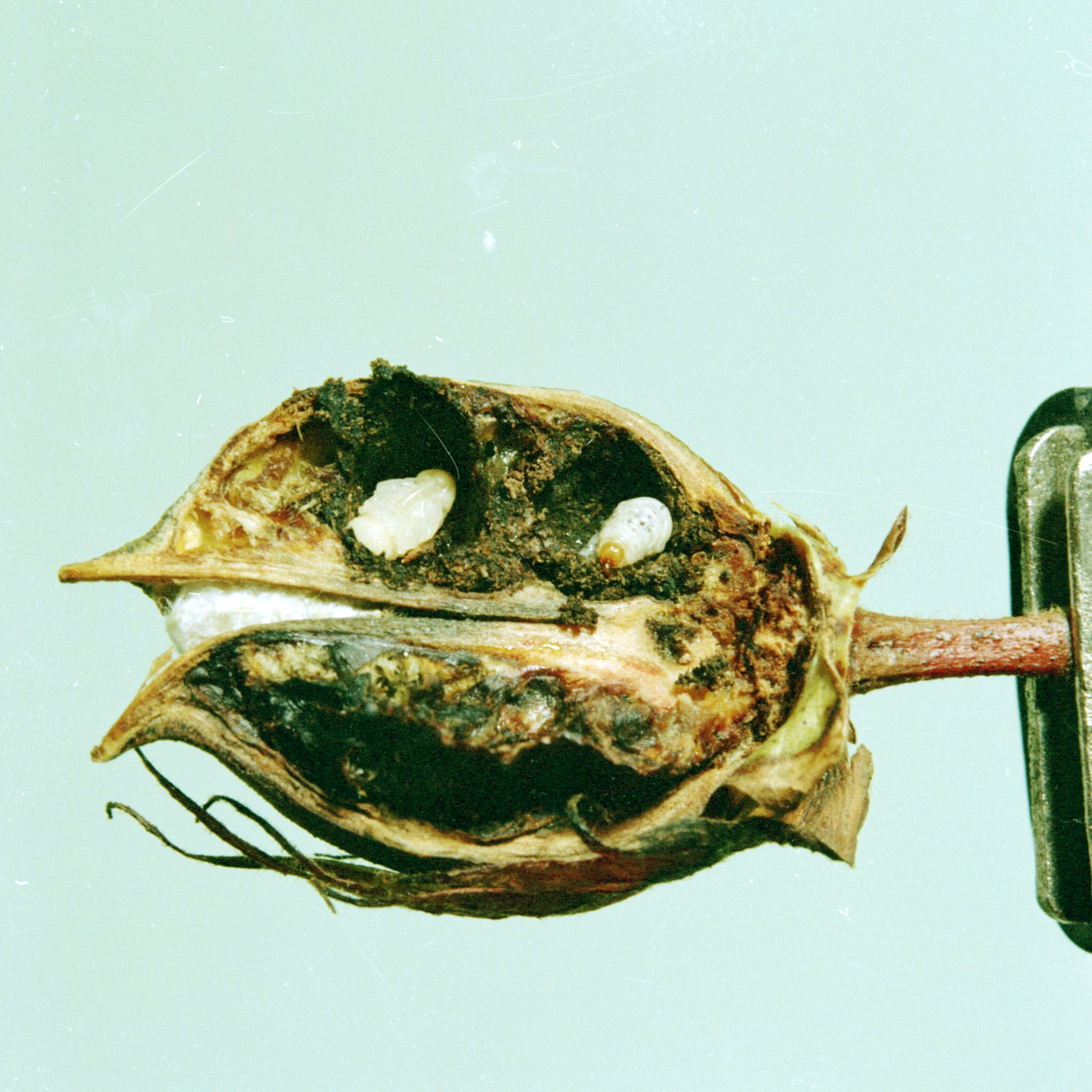
Larwy żerujące w pąku

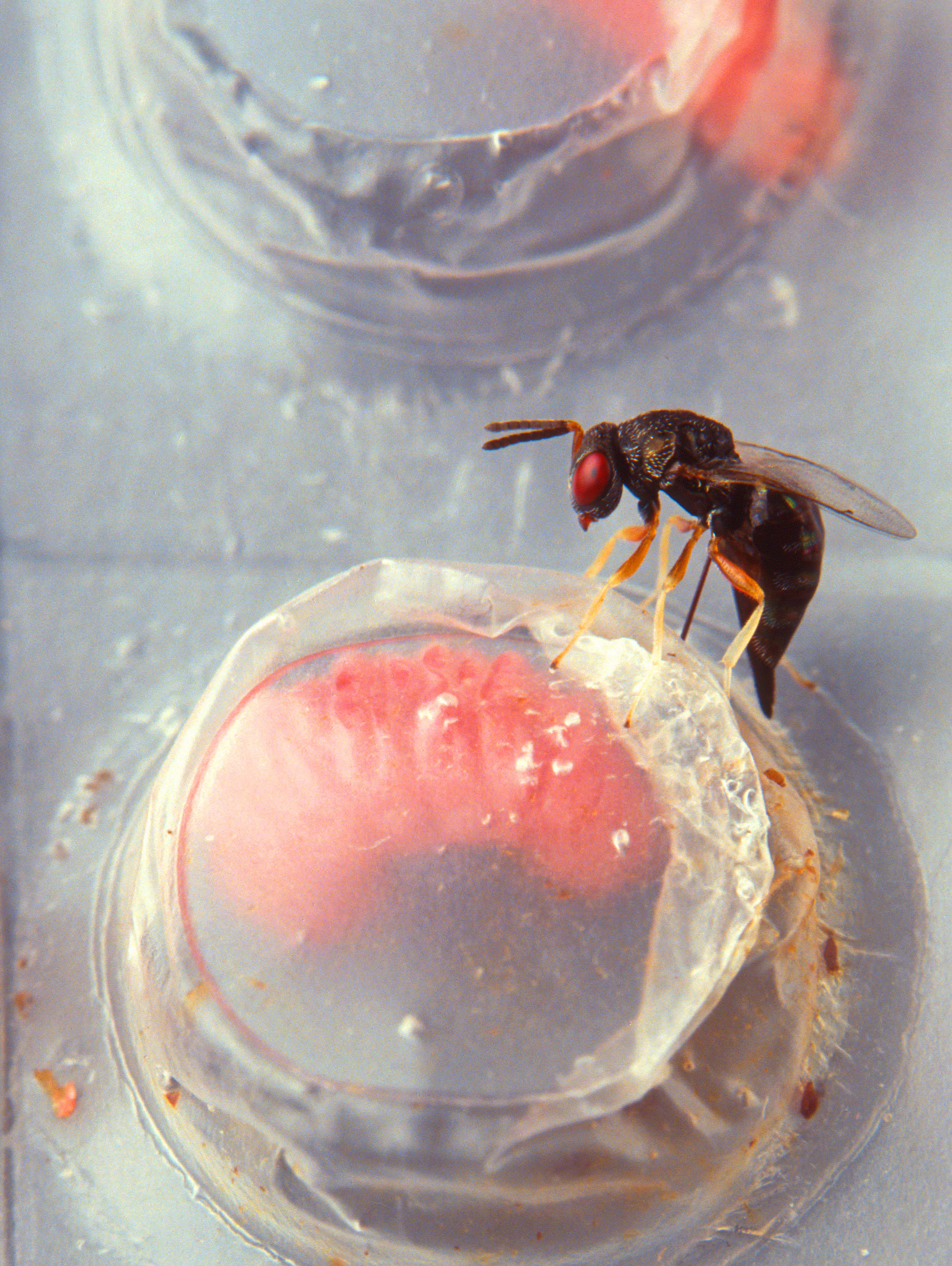
Samica Catolaccus grandis przywabiona przez larwę kwieciaka

Roślinami żywicielskimi tego kwieciaka są głównie bawełny oraz inne, dzikie ślazowate. Odnotowano także jego rozwój w ketmii syryjskiej. Cykl życiowy trwa u niego 17-21 dni, a na południu Stanów Zjednoczonych może występować do 7 generacji w roku. Owady dorosłe żerują na młodych liściach bawełny. Samice składają jaja w pąkach kwiatowych, a pod koniec sezonu także w młodych torebkach nasiennych rośliny żywicielskiej. Larwy żerują wewnątrz wymienionych organów i tam też się przepoczwarczają. Stadia jaja i poczwarki trwają po 3-5 dni, a larwy 7-12 dni. Hibernacja owadów dorosłych odbywa się na roślinach żywicielskich lub w ściółce leśnej, a w jej trakcie ginie około 95% z nich.
Ryjkowiec ten stanowi pokarm takich drapieżników jak mrówki: Ectatomma tuberculatum, Solenopsis invicta i Pheidole oliveirai, osowaty Synoeca septentrionalis, skakun Phidippus audax czy zażartka Nabis roseipennis. Pada on także ofiarą licznych parazytoidów: Bracon compressitarsis, Bracon kirkpatricki, Bracon mellitor, Bracon saueri, Bracon vesticida, Catolaccus grandis, Catolaccus hunteri, Eupelmus cushmani, Eurytoma herrerae, Eurytoma pini, Heterolaccus grandis, Heterospilus megalopus, Triaspis vestiticida, Vipio vulgaris. Do poznanych drobnoustrojów chorobotwórczych atakujących tego kwieciaka należą m.in. sporowiec Mattesia grandis oraz bakteria Bacillus thuringiensis. Atakowany jest także przez grzyby Metarhizium anisopliae i Beauveria bassiana.

## Rozprzestrzenienie
Owad ten pochodzi z Ameryki Środkowej, prawdopodobnie z południowego Meksyku i Gwatemali. Współcześnie występuje w niemal całej Ameryce Centralnej (oprócz Panamy) oraz na Kubie, Haiti, Dominikanie, Martynice i Saint Kitts i Nevis. Od 1898 występuje w Stanach Zjednoczonych, przy czym w niektórych stanach został już zwalczony. W 1949 odnotowany został po raz pierwszy w Ameryce Południowej. Obecnie występuje tam w Wenezueli, Kolumbii, Brazylii, Paragwaju i Argentynie.

## Znaczenie gospodarcze i kontrola

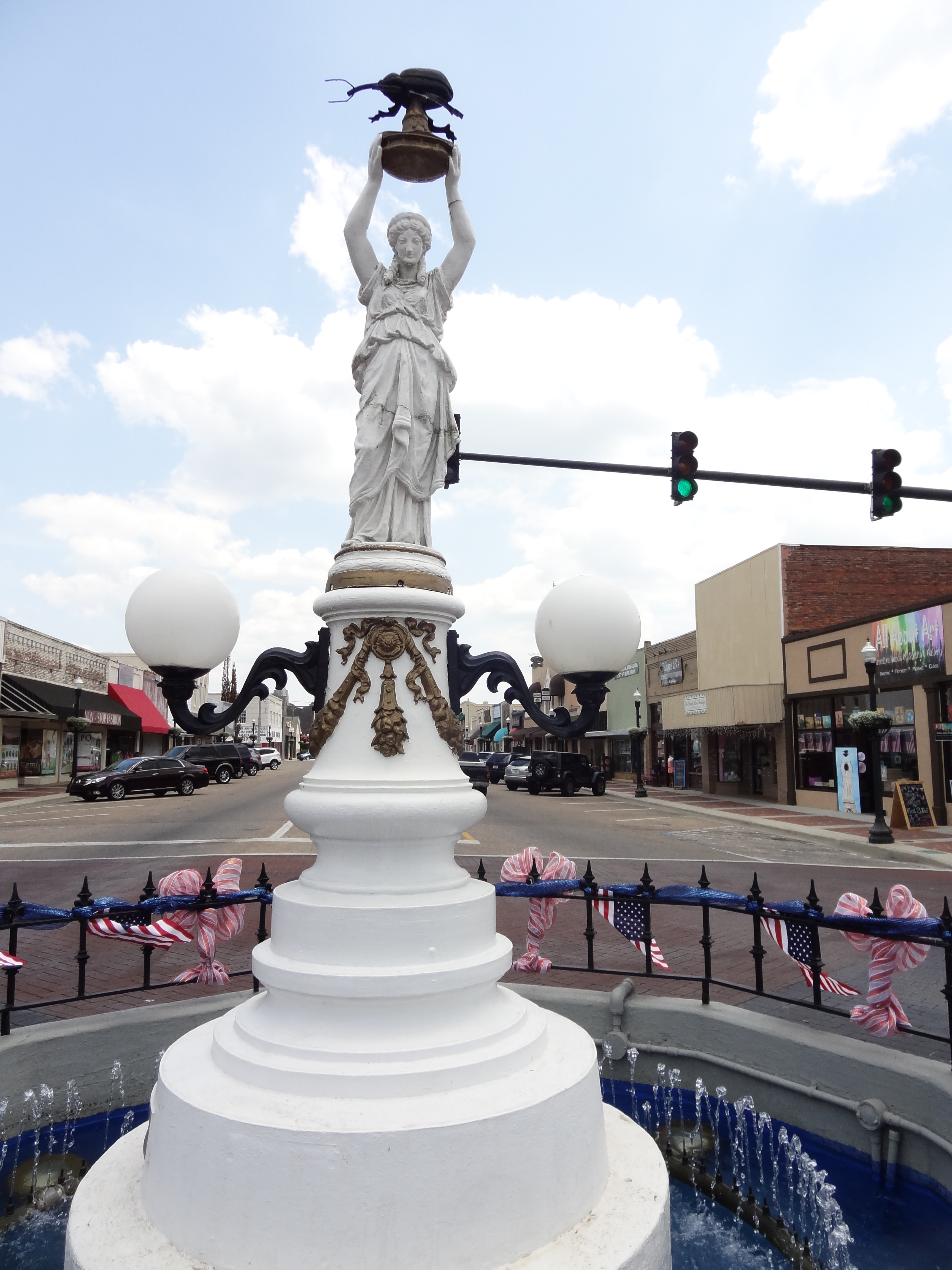
Pomnik kwieciaka bawełnianego w Enterprise

Chrząszcz ten był najważniejszym szkodnikiem bawełny w Stanach Zjednoczonych. Szacuje się, że od czasu pojawienia się w tym kraju zniszczył lub obniżył jakość bawełny o wartości kilku miliardów dolarów, a wszystkie koszty związane ze stratami i jego zwalczaniem wyniosły około 15 miliardów dolarów. Jego pojawienie się w 1915 w Georgii spowodowało spadek produkcji z 2,8 milionów beli w 1914 do 0,6 miliona w 1923. Oszacowano, że owad ten był celem około 30% wszystkich insektycydów zużytych w rolnictwie Stanów Zjednoczonych. Po II wojnie światowej zwalczano go przy pomocy DDT. W połowie lat 50. owad ten rozwinął na nie odporność i zaczęto używać parationu metylowego, malationu i pyretroidów – ich stosowanie później również ograniczano w trosce o środowisko. W walce z nim stosuje się również metody biologiczne np. pasożytniczą błonkówkę Catolaccus grandis – do skuteczniej kontroli szkodnika zaleca się wypuszczenie 2500 jej osobników na hektar uprawy. Rozważa się także wykorzystanie wirusa CIV, grzybów Metarhizium anisopliae i Beauveria bassiana oraz odpornych odmian bawełny. W okresie przed opryskami oraz dla ochrony upraw przed powrotem szkodnika stosuje się pułapki feromonowe. W niektórych rejonach Stanów Zjednoczonych rolę w ograniczeniu liczebności tego ryjkowca odegrało również pojawienie się innego gatunku inwazyjnego – mrówki ogniowej Solenopsis invicta.
W 1978 wdrożono w Stanach Zjednoczonych poprzedzony badaniami program integrowanej walki z tym gatunkiem pod nazwą Boll Weevil Eradication Program. Dzięki niemu udało się do 2009–2010 roku całkowicie zwalczyć tego chrząszcza w 13 stanach. W 2016 roku występował on już tylko w południowej i wschodniej części Teksasu.
W 1915 pojawienie się tego kwieciaka w hrabstwie Coffee w Alabamie doprowadziło do blisko 60-procentowych strat w produkcji bawełny i zmusiło farmerów do urozmaicenia upraw. Wskutek tego hrabstwo jeszcze w 1917 stało się największym w kraju producentem orzeszków ziemnych. Liczba farm w hrabstwie wzrosła z 3925 w 1910 do 4789 w 1920, a ich łączna wartość z 6,21 mln dolarów w 1910 do 14,77 mln dolarów w 1920. Dla upamiętnienia tych wydarzeń, w 1919 roku mieszkańcy postawili w centrum Enterprise pomnik kwieciakowi bawełnianemu jako "zwiastunowi dobrobytu" (ang. Herald of Prosperity); pomnik jest symbolem dobrych chęci i zdolności człowieka do przystosowania się do przeciwności losu. Chrząszcz ten upamiętniony został również w licznych piosenkach ludowych i bluesowych.